# Ministério do Desenvolvimento Regional
| Ministério do Desenvolvimento Regional                                 | |
| Esplanada dos Ministérios, Bloco E - Brasília, DF www.gov.br/mdr/pt-br | |
| Criação                                                                | 7 de setembro de 1822 (202 anos) (Secretaria de Estado dos Negócios do Império) 15 de novembro de 1889 (Secretaria de Estado dos Negócios do Interior) 25 de fevereiro de 1967 (recriação como Ministério do Interior) 29 de julho de 1999 (recriação como Ministério da Integração Nacional) 1 de janeiro de 2019 (6 anos) |
| Último ministro                                                        | Helder Melillo Lopes Cunha Silva |

O Ministério do Desenvolvimento Regional (MDR) foi um órgão do Poder Executivo Federal brasileiro, resultante da Medida Provisória n° 870 de 1° de janeiro de 2019, e oficializada pelo decreto 9.666 de 2 de janeiro de 2019. 
O órgão foi constituído pela união do Ministério da Integração Nacional (MI) com o Ministério das Cidades (MCid). 
Em 2023, o MDR foi desmembrado, dando origem ao Ministério da Integração e do Desenvolvimento Regional (MDIR) e ao retorno do MCid.  Com isso, as funções históricas do MI passaram ao MIDR.

## História

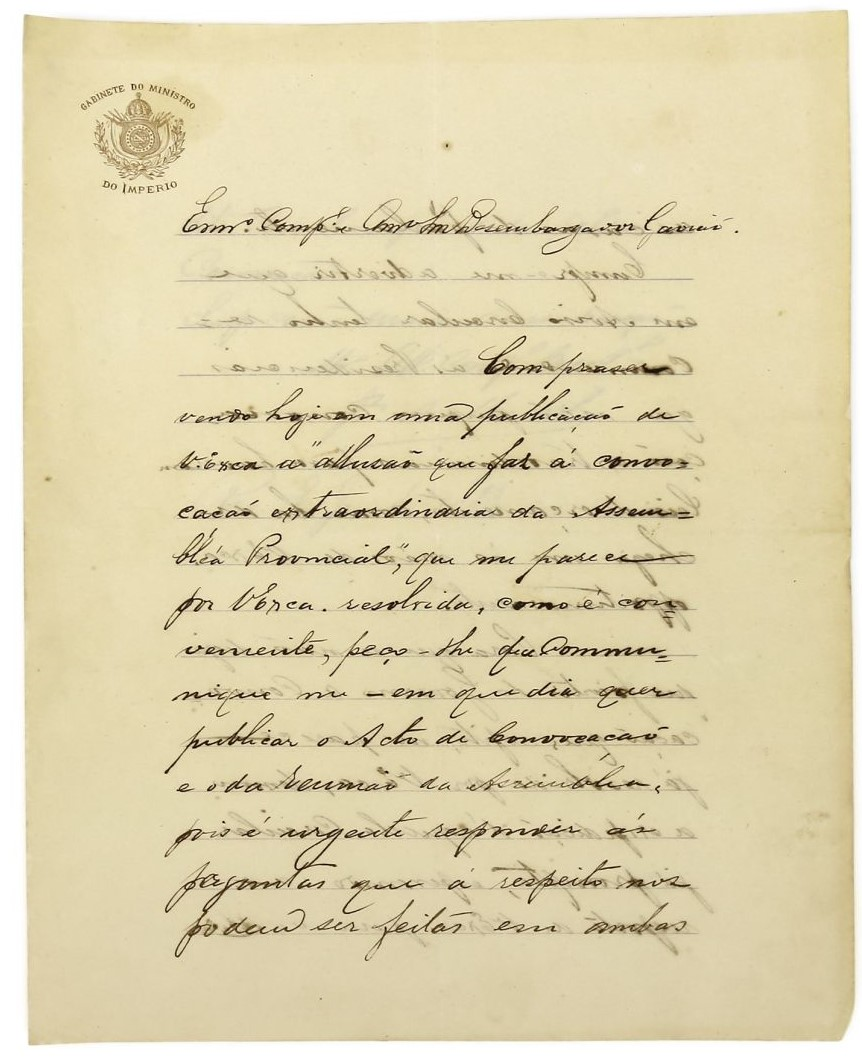
Um documento da pasta em 1883.

Faz parte da administração pública brasileira desde os tempos de D. Pedro I quando a pasta era a Secretaria de Estado dos Negócios do Império, sucedido pelo Ministério do Interior, depois, em 2019, recriado como Ministério da Integração Nacional e, em 2023, denominado assaram Ministério da Integração e do Desenvolvimento Regional.

## Competências
Em 2019, o Ministério do Desenvolvimento Regional foi criado com as seguintes áreas de competência, detalhadas no Artigo 29 da Medida Provisória 870:
- políticas nacionais de desenvolvimento regional; de desenvolvimento urbano; de proteção e defesa civil; de recursos hídricos; de segurança hídrica; de irrigação, observadas as competências do Ministério da Agricultura, Pecurária e Abastecimento; habitação; de saneamento; de mobilidade urbana;

- formulação e gestão da política nacional de ordenamento territorial;

- estabelecimento de diretrizes e prioridades na aplicação dos recursos: dos programas de financiamento de que trata a alínea “c” do inciso I do caput do art. 159 da Constituição; dos Fundos de Desenvolvimento da Amazônia (FDA), do Nordeste (FDNE) e do Centro-Oeste (FDCO)

- estabelecimento de normas para o cumprimento dos programas de financiamento relativos aos Fundos Constitucionais de Financiamento do Norte (FNO) do Nordeste (FNE) e do Centro-Oeste (FCO); e das programações orçamentárias dos Fundos de Investimentos da Amazônia (Finam) e do Nordeste (Finor);

- estabelecimento de diretrizes e critérios de alocação dos recursos do Fundo Nacional de Habitação de Interesse Social - FNHIS;

- estabelecimento de metas a serem alcançadas nos programas de habitação popular, saneamento básico e infraestrutura urbana realizados com aplicação de recursos do Fundo de Garantia do Tempo de Serviço (FGTS);

- estabelecimento de diretrizes e normas relativas à política de subsídio à habitação popular, ao saneamento e à mobilidade urbana;

- planos, programas, projetos e ações de: desenvolvimento regional, metropolitano e urbano; gestão de recursos hídricos; infraestrutura e garantia da segurança hídrica; irrigação; proteção e defesa civil e gestão de riscos e de desastres; habitação, de saneamento, de mobilidade e de serviços urbanos.

## Atuação
O MDR atua no desenvolvimento regional e urbano através da Secretaria Nacional de Desenvolvimento Regional e Urbano (SNDU), visando diminuir as desigualdades causadas pelo crescimento desordenado das cidades por meio do planejamento territorial urbano e da política fundiária dos municípios. 
Na mobilidade e serviços urbanos, com a Secretaria Nacional de Mobilidade e Serviços Urbanos, adota-se uma política de construção e implementação de um planejamento sustentável, capaz de desobstruir e facilitar o tráfego em áreas de grandes contingentes populacionais. Entre os projetos relacionados à área, destacam-se o Avançar Cidades e o programa de Renovação de Frota do Transporte Público Coletivo Urbano de Passageiros Sobre Trilhos (RETREM), que trabalham com fundos de financiamento e incentivo a renovação e implementação de serviços com o objetivo de melhorar a qualidade e custo da mobilidade urbana em determinados locais.
Além disso, o órgão também se envolve na área de habitação através da Secretaria Nacional de Habitação(SNH), que projeta e acompanha os instrumentos necessários para a implementação da Política Nacional de Habitação, em parceria com as demais políticas públicas e instituições de planejamento urbano, tendo em vista a implementação efetiva do direito de acesso à moradia. Nesse sentido, a instituição é responsável pelo maior programa habitacional do Brasil, o Minha Casa, Minha Vida, que já chegou a 5,5 milhões de imóveis.
O MDR atua, ainda, na proteção e defesa civil, com a Secretaria Nacional de Proteção e Defesa Civil (SEDEC), objetivando a coordenação das ações relativas à temática, assim como a redução dos riscos de desastres naturais através de políticas de prevenção, mitigação, preparação, resposta e recuperação, abrangendo o âmbito federal, estadual e municipal.
Também se coloca na área de saneamento e segurança hídrica através da Secretaria Nacional de Saneamento (SNS) e da Secretaria Nacional de Segurança Hídrica (SNSH), respectivamente. Nesse sentido, a SNS busca garantir o direito de acesso e qualidade da água potável à população, assim como o direito à vida em ambiente salubre nas cidades e no campo e a SNSH procura efetivar uma manutenção ativa sobre as necessidades e ferramentas voltadas ao abastecimento de água. O MDR contemplará toda a administração referente aos recursos hídricos que antes compunham o Ministério do Meio Ambiente, a Agência Nacional de Águas e Saneamento Básico (ANA) e o Conselho Nacional de Recursos Hídricos (CNRH).
Entre as ações relacionadas à área de atuação hídrica está o Projeto de Integração do Rio São Francisco, que possui o objetivo de compor o abastecimento hídrico de 390 municípios entre os estados de Pernambuco, Paraíba, Ceará e Rio Grande do Norte. Além disso, também se enquadram neste setor a Política Nacional de Irrigação e o Projeto Água para Todos.

## Lista de ministros
| Nº | Ministro | Ministro                                    | Início                  | Fim                     | Presidente     |
| -- | -------- | ------------------------------------------- | ----------------------- | ----------------------- | -------------- |
| 1  |          | Gustavo Canuto                              | 1 de janeiro de 2019    | 11 de fevereiro de 2020 | Jair Bolsonaro |
| 2  |          | Rogério Marinho                             | 11 de fevereiro de 2020 | 30 de março de 2022     | Jair Bolsonaro |
| 3  |          | Daniel Duarte Ferreira                      | 30 de março de 2022     | 30 de dezembro de 2022  | Jair Bolsonaro |
| —  |          | Helder Melillo Lopes Cunha Silva (interino) | 30 de dezembro de 2022  | 1 de janeiro de 2023    | Jair Bolsonaro |

## Órgãos vinculados

### Autarquias
- Agência Nacional de Águas e Saneamento Básico (ANA)
- Superintendência do Desenvolvimento do Nordeste (SUDENE)
- Superintendência do Desenvolvimento da Amazônia (SUDAM)
- Superintendência do Desenvolvimento do Centro-Oeste (SUDECO)
- Departamento Nacional de Obras Contra as Secas (DNOCS)

### Conselhos
- Conselho Nacional de Recursos Hídricos (CNRH)

### Empresas públicas
- Companhia Brasileira de Trens Urbanos (CBTU)
- Companhia de Desenvolvimento dos Vales do São Francisco e do Parnaíba (CODEVASF)
- Empresa de Trens Urbanos de Porto Alegre (Trensurb)
- Secretaria Nacional de Trânsito (SENATRAN)